# Найда (мультфильм)
«Найда» — советский короткометражный мультфильм об ответственности за четвероногих друзей. Мультфильм рассказывает о девочке Саше и её собаке по кличке Найда.

## Сюжет
Девочка Саша вместе со своей собакой по кличке Найда приезжает на каникулах в гости к своему дяде Толе — брату матери — в живописное лесное место. Верная собака Найда при случае всегда выручает свою хозяйку, находит дорогу домой, когда Саша заблудилась в лесу. Однако девочка не отвечает взаимностью на бескорыстную любовь Найды, упрекая её в том, что с собаками много хлопот: надо выводить гулять и ухаживать за ними. Саша очень скучает по дому от чего много плачет по ночам. Анатолий по телефону уговорил сестру написать дочери. Всё же поддавшись на уговоры женщина ей пишет, но при этом говорит оставить собаку там. Девочка не думая соглашается. Но уже в городе начинает переживать и скучать по Найде, но матери безразлично состояние дочки. В деревне же собака тоже скучает по Саше и пытается убежать к ней через окно, то чего ранит лапу. Мужчина уезжает за лекарствами для Найды, но собака только грустит. Но со временем начинает привыкать к новой жизни. 

## Создатели
| Авторы сценария            | Сергей Иванов |
| Режиссёр                   | Олег Чуркин |
| Художник-постановщик       | Светлана Сичкарь |
| Художники-мультипликаторы: | Олег Сафронов, Антонина Алёшина, Михаил Першин, Наталья Базельцева                                                  |
| Художники-живописцы:       | Игорь Медник, Ирина Дегтярёва                                                                                       |
| Художники:                 | Александр Сичкарь, Елена Никитина, Нина Иваничева, Михаил Зайцев, Валерия Лопухова, Наталия Грачёва, Анатолий Цыбин |
| Оператор                   | Владимир Милованов                                                                                                  |
| Композитор                 | Виктор Бабушкин |
| Звукооператор              | Виталий Азаровский                                                                                                  |
| Роли озвучивали:           | Юрий Пузырёв, Нина Авдеева, Григорий Толчинский                                                                     |
| Ассистенты режиссёра       | Ольга Хороха, Любовь Яскевич                                                                                        |
| Монтажёр                   | Светлана Симухина                                                                                                   |
| Редактор                   | Александр Тимофеевский                                                                                              |
| Директор                   | Лидия Варенцова |